# Serie B 2007-2008 (rugby a 15)
La serie B di rugby a 15 2007-08 si è disputata dal 7 ottobre al 18 maggio e ha visto la partecipazione di 48 squadre divise in quattro gironi.

## Squadre partecipanti

### Girone A
- Amatori Capoterra
- Amatori Milano
- Asti
- Bassa Bresciana
- Calvisano A (cadetta)
- CUS Genova
- Grande Milano
- Lumezzane
- Rugby Milano
- Ospitaletto
- Varese[1]
- Velate

### Girone B
- Abruzzo Rugby
- Avezzano
- Capitolina (cadetta)
- CUS Ferrara[2]
- CUS Perugia
- Mantova
- Pieve
- Rieti[2]
- Romagna
- Vasari Arezzo
- Viadana A (cadetta)
- Viterbo

### Girone C
- Bassano
- CUS Verona[3]
- Feltre
- Mirano
- Paese
- Petrarca (cadetta)
- Riviera
- Roccia Rubano
- Tarvisium
- Valpolicella
- Valsugana
- Villorba

### Girone D
- Accademia Roma[4]
- Colleferro
- CUS Catania
- CUS Roma
- Fiamme Oro
- Frascati
- Lazio
- Milazzo
- Partenope
- San Gregorio
- Sannio
- Sele[5]

## Stagione regolare

### Girone A
| 7-10-2007 | 1ª/12ª giornata              | 23-12-2007 |
| --------- | ---------------------------- | ---------- |
| 27-11     | Ospitaletto - Velate         | 19-14      |
| 6-12      | Asti - Calvisano A           | 7-22       |
| 34-11     | Am. Capoterra - Milano       | 27-5       |
| 3-14      | Varese - CUS Genova          | 11-26      |
| 41-7      | Grande Milano - Lumezzane    | 21-23      |
| 24-16     | Am. Milano - Bassa Bresciana | 51-3       |

| 28-10-2007 | 4ª/15ª giornata               | 27-1-2008 |
| ---------- | ----------------------------- | --------- |
| 5-73       | Velate - Am. Milano           | 0-136     |
| 23-19      | Ospitaletto - Varese          | 14-20     |
| 43-0       | Calvisano A - Bassa Bresciana | 39-7      |
| 17-22      | Milano - Grande Milano        | 14-24     |
| 3-18       | Lumezzane - Asti              | 5-46      |
| 24-33      | CUS Genova - Am. Capoterra    | 32-36     |

| 18-11-2007 | 7ª/18ª giornata              | 30-3-2008 |
| ---------- | ---------------------------- | --------- |
| 71-5       | Calvisano A - Velate         | 67-0      |
| 38-13      | Asti - Ospitaletto           | 34-15     |
| 37-7       | Milano - Lumezzane           | 12-12     |
| 22-24      | Bassa Bresciana - CUS Genova | 26-15     |
| 18-33      | Grande Milano - Am. Milano   | 3-32      |
| 34-3       | Am. Capoterra - Varese       | 35-11     |

| 9-12-2007 | 10ª/21ª giornata              | 20-4-2008 |
| --------- | ----------------------------- | --------- |
| 20-13     | Velate - Lumezzane            | 0-60      |
| 20-18     | Ospitaletto - CUS Genova      | 26-29     |
| 7-21      | Varese - Calvisano A          | 17-28     |
| 64-10     | Am. Milano - Milano           | 57-33     |
| 15-11     | Asti - Bassa Bresciana        | 20-3      |
| 29-24     | Am. Capoterra - Grande Milano | 15-34     |

| 14-10-2007 | 2ª/13ª giornata                 | 13-1-2008 |
| ---------- | ------------------------------- | --------- |
| 6-16       | Velate - Am. Capoterra          | 0-72      |
| 34-26      | Calvisano A - Ospitaletto       | 13-15     |
| 18-16      | Milano - Asti                   | 12-25     |
| 33-48      | CUS Genova - Am. Milano         | 5-64      |
| 13-10      | Lumezzane - Varese              | 3-14      |
| 9-33       | Bassa Bresciana - Grande Milano | 13-19     |

| 4-11-2007 | 5ª/16ª giornata             | 17-2-2008 |
| --------- | --------------------------- | --------- |
| 60-7      | Asti - Velate               | 58-0      |
| 44-14     | Am. Capoterra - Ospitaletto | 17-7      |
| 5-42      | Milano - Calvisano A        | 7-40      |
| 15-17     | Grande Milano - CUS Genova  | 51-10     |
| 36-33     | Bassa Bresciana - Lumezzane | 31-14     |
| 5-69      | Varese - Am. Milano         | 7-54      |

| 25-11-2007 | 8ª/19ª giornata                 | 6-4-2008 |
| ---------- | ------------------------------- | -------- |
| 8-30       | Velate - Grande Milano          | 7-58     |
| 22-17      | Ospitaletto - Lumezzane         | 23-23    |
| 7-33       | CUS Genova - Calvisano A        | 12-54    |
| 15-17      | Varese - Milano                 | 18-10    |
| 26-5       | Am. Milano - Asti               | 19-7     |
| 26-19      | Am. Capoterra - Bassa Bresciana | 24-19    |

| 16-12-2007 | 11ª/22ª giornata            | 27-4-2008 |
| ---------- | --------------------------- | --------- |
| 47-7       | CUS Genova - Velate         | 47-0      |
| 11-24      | Milano - Ospitaletto        | 7-15      |
| 27-23      | Calvisano A - Am. Capoterra | 25-15     |
| 21-6       | Grande Milano - Asti        | 12-6      |
| 8-98       | Lumezzane - Am. Milano      | 8-54      |
| 25-17      | Bassa Bresciana - Varese    | 37-17     |

| 21-10-2007 | 3ª/14ª giornata             | 20-1-2008 |
| ---------- | --------------------------- | --------- |
| 23-27      | Varese - Velate             | 39-11     |
| 79-5       | Am. Milano - Ospitaletto    | 62-3      |
| 13-29      | Grande Milano - Calvisano A | 15-15     |
| 22-21      | Bassa Bresciana - Milano    | 24-22     |
| 17-19      | Asti - CUS Genova           | 26-16     |
| 38-5       | Am. Capoterra - Lumezzane   | 18-15     |

| 11-11-2007 | 6ª/17ª giornata             | 2-3-2008 |
| ---------- | --------------------------- | -------- |
| 13-26      | Velate - Bassa Bresciana    | 7-66     |
| 8-25       | Ospitaletto - Grande Milano | 5-43     |
| 8-44       | Lumezzane - Calvisano A     | 0-46     |
| 30-11      | CUS Genova - Milano         | 30-21    |
| 8-14       | Varese - Asti               | 3-60     |
| 26-20      | Am. Milano - Am. Capoterra  | 22-28    |

| 2-12-2007 | 9ª/20ª giornata               | 13-4-2008 |
| --------- | ----------------------------- | --------- |
| 41-15     | Milano - Velate               | 28-7      |
| 16-15     | Bassa Bresciana - Ospitaletto | 3-0       |
| 22-13     | Calvisano A - Am. Milano      | 6-12      |
| 15-28     | Asti - Am. Capoterra          | 13-34     |
| 29-26     | Lumezzane - CUS Genova        | 29-31     |
| 13-14     | Grande Milano - Varese        | 25-19     |

#### Classifica
|  |     | Squadra           | G  | V  | N | P  | PF   | PS   | P±   | B  | Pen | Pt |
|  | --- | ----------------- | -- | -- | - | -- | ---- | ---- | ---- | -- | --- | -- |
|  | 1.  | Amatori Milano    | 22 | 20 | 0 | 2  | 1116 | 250  | 866  | 19 | 0   | 99 |
|  | 2.  | Calvisano A       | 22 | 19 | 1 | 2  | 733  | 220  | 513  | 14 | 0   | 92 |
|  | 3.  | Amatori Capoterra | 22 | 18 | 0 | 4  | 646  | 357  | 289  | 14 | 0   | 86 |
|  | 4.  | Grande Milano     | 22 | 14 | 1 | 7  | 560  | 336  | 224  | 12 | 0   | 70 |
|  | 5.  | Asti              | 22 | 12 | 0 | 10 | 512  | 307  | 205  | 12 | 0   | 60 |
|  | 6.  | Bassa Bresciana   | 22 | 11 | 0 | 11 | 434  | 492  | −58  | 10 | 0   | 54 |
|  | 7.  | CUS Genova        | 22 | 11 | 0 | 11 | 512  | 582  | −70  | 8  | 0   | 52 |
|  | 8.  | Ospitaletto       | 22 | 8  | 1 | 13 | 339  | 577  | −238 | 8  | 0   | 42 |
|  | 9.  | Rugby Milano      | 22 | 5  | 1 | 16 | 370  | 570  | −200 | 7  | 0   | 29 |
|  | 10. | Lumezzane         | 22 | 4  | 2 | 16 | 335  | 686  | −351 | 9  | 0   | 29 |
|  | 11. | Varese            | 22 | 5  | 0 | 17 | 300  | 573  | −273 | 7  | 4   | 23 |
|  | 12. | Velate            | 22 | 2  | 0 | 20 | 170  | 1077 | −907 | 1  | 0   | 9  |

### Girone B
| 7-10-2007 | 1ª/12ª giornata           | 23-12-2007 |
| --------- | ------------------------- | ---------- |
| 18-18     | Pieve - Mantova           | 10-13      |
| 40-12     | Avezzano - Arezzo         | 39-5       |
| 7-17      | Rieti - Romagna           | 5-41       |
| 63-8      | Capitolina A - Abruzzo    | 26-20      |
| 34-7      | CUS Perugia - CUS Ferrara | 17-25      |
| 30-37     | Viadana A - Viterbo       | 38-3       |

| 28-10-2007 | 4ª/15ª giornata        | 27-1-2008 |
| ---------- | ---------------------- | --------- |
| 3-10       | Viterbo - Pieve        | 6-28      |
| 0-45       | Abruzzo - Mantova      | 10-46     |
| 23-10      | Viadana A - Avezzano   | 27-3      |
| 16-19      | CUS Ferrara - Rieti    | 14-29     |
| 16-6       | Arezzo - CUS Perugia   | 12-9      |
| 27-5       | Romagna - Capitolina A | 21-27     |

| 18-11-2007 | 7ª/18ª giornata          | 30-3-2008 |
| ---------- | ------------------------ | --------- |
| 6-13       | Pieve - Avezzano         | 16-7      |
| 37-21      | Mantova - Arezzo         | 33-10     |
| 30-17      | CUS Perugia - Rieti      | 22-18     |
| 16-11      | Capitolina A - Viadana A | 16-53     |
| 33-7       | Viterbo - CUS Ferrara    | 17-5      |
| 12-43      | Abruzzo - Romagna        | 8-55      |

| 9-12-2007 | 10ª/21ª giornata       | 20-4-2008 |
| --------- | ---------------------- | --------- |
| 3-12      | CUS Perugia - Pieve    | 7-33      |
| 17-15     | Capitolina A - Mantova | 14-21     |
| 38-8      | Avezzano - Abruzzo     | 34-7      |
| 7-15      | Rieti - Viterbo        | 20-17     |
| 46-3      | Viadana A - Arezzo     | 76-12     |
| 12-27     | CUS Ferrara - Romagna  | 22-18     |
|           |                        |           |

| 14-10-2007 | 2ª/13ª giornata         | 13-1-2008 |
| ---------- | ----------------------- | --------- |
| 26-14      | Romagna - Pieve         | 13-0      |
| 28-8       | Mantova - Avezzano      | 12-21     |
| 36-31      | Arezzo - Rieti          | 14-20     |
| 20-12      | Viterbo - Capitolina A  | 12-16     |
| 15-34      | Abruzzo - CUS Perugia   | 19-40     |
| 16-23      | CUS Ferrara - Viadana A | 15-73     |

| 4-11-2007 | 5ª/16ª giornata            | 17-2-2008 |
| --------- | -------------------------- | --------- |
| 30-22     | Pieve - Arezzo             | 12-3      |
| 17-26     | Mantova - Romagna          | 30-26     |
| 61-6      | Avezzano - Rieti           | 12-23     |
| 50-8      | Capitolina A - CUS Ferrara | 25-8      |
| 3-58      | CUS Perugia - Viadana A    | 22-36     |
| 56-3      | Viterbo - Abruzzo          | 14-12     |

| 25-11-2007 | 8ª/19ª giornata         | 6-4-2008 |
| ---------- | ----------------------- | -------- |
| 3-32       | CUS Ferrara - Pieve     | 6-29     |
| 12-23      | CUS Perugia - Mantova   | 10-69    |
| 10-17      | Avezzano - Capitolina A | 27-20    |
| 10-15      | Rieti - Abruzzo         | 10-12    |
| 31-10      | Arezzo - Viterbo        | 8-8      |
| 29-17      | Viadana A - Romagna     | 38-18    |

| 16-12-2007 | 11ª/22ª giornata      | 27-4-2008 |
| ---------- | --------------------- | --------- |
| 3-12       | Pieve - Capitolina A  | 17-22     |
| 44-5       | Mantova - Rieti       | 19-21     |
| 27-8       | Romagna - Avezzano    | 19-21     |
| 19-13      | Arezzo - CUS Ferrara  | 15-36     |
| 5-6        | Viterbo - CUS Perugia | 28-20     |
| 7-135      | Abruzzo - Viadana A   | 8-108     |

| 21-10-2007 | 3ª/14ª giornata        | 20-1-2008 |
| ---------- | ---------------------- | --------- |
| 78-7       | Pieve - Abruzzo        | 20-10     |
| 19-5       | Mantova - Viterbo      | 8-14      |
| 42-12      | Avezzano - CUS Ferrara | 12-15     |
| 10-42      | Rieti - Viadana A      | 15-61     |
| 41-10      | Capitolina A - Arezzo  | 10-11     |
| 0-48       | CUS Perugia - Romagna  | 5-72      |

| 11-11-2007 | 6ª/17ª giornata        | 2-3-2008 |
| ---------- | ---------------------- | -------- |
| 41-20      | Viadana A - Pieve      | 29-20    |
| 16-20      | CUS Ferrara - Mantova  | 7-17     |
| 52-3       | Avezzano - CUS Perugia | 22-25    |
| 19-26      | Rieti - Capitolina A   | 15-23    |
| 46-15      | Arezzo - Abruzzo       | 35-23    |
| 32-12      | Romagna - Viterbo      | 37-26    |

| 2-12-2007 | 9ª/20ª giornata            | 13-4-2008 |
| --------- | -------------------------- | --------- |
| 68-7      | Pieve - Rieti              | 29-3      |
| 29-39     | Mantova - Viadana A        | 21-7      |
| 12-8      | Viterbo - Avezzano         | 14-30     |
| 58-10     | Romagna - Arezzo           | 50-12     |
| 19-5      | Capitolina A - CUS Perugia | 21-23     |
| 17-29     | Abruzzo - CUS Ferrara      | 12-43     |

#### Classifica
|  |     | Squadra       | G  | V  | N | P  | PF   | PS   | P±   | B  | Pt |
|  | --- | ------------- | -- | -- | - | -- | ---- | ---- | ---- | -- | -- |
|  | 1.  | Viadana A     | 22 | 19 | 0 | 3  | 1023 | 321  | 702  | 19 | 95 |
|  | 2.  | Romagna       | 22 | 16 | 0 | 6  | 718  | 320  | 398  | 18 | 82 |
|  | 3.  | Capitolina A  | 22 | 15 | 0 | 7  | 498  | 364  | 134  | 9  | 69 |
|  | 4.  | Mantova       | 22 | 15 | 1 | 6  | 584  | 317  | 267  | 6  | 68 |
|  | 5.  | Avezzano      | 22 | 12 | 0 | 10 | 518  | 337  | 181  | 18 | 66 |
|  | 6.  | Pieve         | 22 | 13 | 1 | 8  | 505  | 274  | 231  | 9  | 63 |
|  | 7.  | Viterbo       | 22 | 10 | 1 | 11 | 367  | 387  | −20  | 13 | 55 |
|  | 8.  | CUS Perugia   | 22 | 8  | 0 | 14 | 336  | 627  | −291 | 6  | 38 |
|  | 9.  | Vasari Arezzo | 22 | 8  | 1 | 13 | 363  | 643  | −280 | 0  | 34 |
|  | 10. | CUS Ferrara   | 22 | 6  | 0 | 16 | 335  | 580  | −245 | 6  | 30 |
|  | 11. | Rieti         | 22 | 6  | 0 | 16 | 317  | 634  | −317 | 6  | 30 |
|  | 12. | Abruzzo Rugby | 22 | 2  | 0 | 20 | 248  | 1008 | −760 | 3  | 11 |

### Girone C
| 7-10-2007 | 1ª/12ª giornata       | 23-12-2007 |
| --------- | --------------------- | ---------- |
| 12-21     | Bassano - Valsugana   | 14-31      |
| 57-17     | Mirano - Valpolicella | 24-12      |
| 13-20     | Tarvisium - Rubano    | 25-18      |
| 34-23     | CUS Verona - Villorba | 47-12      |
| 57-5      | Riviera - Feltre      | 41-7       |
| 15-19     | Petrarca A - Paese    | 10-12      |

| 28-10-2007 | 4ª/15ª giornata        | 27-1-2008 |
| ---------- | ---------------------- | --------- |
| 20-10      | Paese - Bassano        | 18-25     |
| 20-14      | Villorba - Valsugana   | 14-18     |
| 44-8       | Petrarca A - Mirano    | 25-30     |
| 26-24      | Feltre - Tarvisium     | 17-17     |
| 27-34      | Valpolicella - Riviera | 10-40     |
| 17-29      | Rubano - CUS Verona    | 7-33      |

| 18-11-2007 | 7ª/18ª giornata          | 30-3-2008 |
| ---------- | ------------------------ | --------- |
| 5-31       | Bassano - Mirano         | 7-38      |
| 31-7       | Valsugana - Valpolicella | 15-24     |
| 39-0       | Riviera - Tarvisium      | 34-18     |
| 19-9       | CUS Verona - Petrarca A  | 13-10     |
| 50-22      | Paese - Feltre           | 19-27     |
| 0-52       | Villorba - Rubano        | 16-17     |

| 9-12-2007 | 10ª/21ª giornata          | 20-4-2008 |
| --------- | ------------------------- | --------- |
| 51-6      | Riviera - Bassano         | 55-19     |
| 32-7      | CUS Verona - Valsugana    | 44-15     |
| 32-17     | Mirano - Villorba         | 28-25     |
| 15-11     | Tarvisium - Paese         | 12-16     |
| 25-12     | Petrarca A - Valpolicella | 30-24     |
| 15-13     | Feltre - Rubano           | 15-16     |

| 14-10-2007 | 2ª/13ª giornata          | 13-1-2008 |
| ---------- | ------------------------ | --------- |
| 16-16      | Rubano - Bassano         | 12-13     |
| 10-19      | Valsugana - Mirano       | 8-25      |
| 24-32      | Valpolicella - Tarvisium | 0-15      |
| 6-15       | Paese - CUS Verona       | 0-32      |
| 2-18       | Villorba - Riviera       | 10-15     |
| 7-50       | Feltre - Petrarca A      | 19-47     |

| 4-11-2007 | 5ª/16ª giornata        | 17-2-2008 |
| --------- | ---------------------- | --------- |
| 29-10     | Bassano - Valpolicella | 17-50     |
| 13-15     | Valsugana - Rubano     | 0-10      |
| 31-7      | Mirano - Tarvisium     | 45-14     |
| 71-5      | CUS Verona - Feltre    | 29-6      |
| 10-22     | Riviera - Petrarca A   | 24-29     |
| 18-11     | Paese - Villorba       | 10-14     |

| 25-11-2007 | 8ª/19ª giornata      | 6-4-2008 |
| ---------- | -------------------- | -------- |
| 16-3       | Feltre - Bassano     | 25-14    |
| 33-0       | Riviera - Valsugana  | 19-0     |
| 12-10      | Mirano - CUS Verona  | 6-31     |
| 13-11      | Tarvisium - Villorba | 9-14     |
| 10-18      | Valpolicella - Paese | 27-13    |
| 10-12      | Petrarca A - Rubano  | 29-3     |

| 16-12-2007 | 11ª/22ª giornata      | 27-4-2008           |
| ---------- | --------------------- | ------------------- |
| 3-51       | Bassano - CUS Verona  | 12-47               |
| 18-15      | Valsugana - Tarvisium | 37-10               |
| 6-27       | Rubano - Mirano       | 7-36                |
| 29-14      | Valpolicella - Feltre | 13-25               |
| 9-11       | Paese - Riviera       | 19-23               |
| 5-40       | Villorba - Petrarca A | 17-39 (20-0 a tav.) |

| 21-10-2007 | 3ª/14ª giornata           | 20-1-2008 |
| ---------- | ------------------------- | --------- |
| 0-37       | Bassano - Villorba        | 15-18     |
| 6-24       | Valsugana - Paese         | 6-16      |
| 52-0       | Mirano - Feltre           | 27-22     |
| 12-41      | Tarvisium - Petrarca A    | 0-51      |
| 32-15      | CUS Verona - Valpolicella | 32-5      |
| 23-15      | Riviera - Rubano          | 40-14     |

| 11-11-2007 | 6ª/17ª giornata         | 2-3-2008 |
| ---------- | ----------------------- | -------- |
| 29-3       | Petrarca A - Bassano    | 35-36    |
| 8-10       | Feltre - Valsugana      | 15-32    |
| 20-19      | Mirano - Riviera        | 15-15    |
| 7-29       | Tarvisium - CUS Verona  | 5-29     |
| 20-17      | Valpolicella - Villorba | 23-21    |
| 14-38      | Rubano - Paese          | 7-22     |

| 2-12-2007 | 9ª/20ª giornata        | 13-4-2008 |
| --------- | ---------------------- | --------- |
| 8-13      | Bassano - Tarvisium    | 14-32     |
| 11-15     | Valsugana - Petrarca A | 17-29     |
| 0-13      | Paese - Mirano         | 13-31     |
| 38-17     | Rubano - Valpolicella  | 32-35     |
| 24-14     | CUS Verona - Riviera   | 14-3      |
| 32-15     | Villorba - Feltre      | 13-20     |

#### Classifica
|  |     | Squadra       | G  | V  | N | P  | PF  | PS  | P±   | B  | Pen | Pt |
|  | --- | ------------- | -- | -- | - | -- | --- | --- | ---- | -- | --- | -- |
|  | 1.  | Mirano        | 22 | 19 | 1 | 2  | 601 | 314 | 287  | 13 | 0   | 91 |
|  | 2.  | CUS Verona    | 22 | 20 | 0 | 2  | 664 | 205 | 459  | 12 | 4   | 88 |
|  | 3.  | Riviera       | 22 | 17 | 1 | 4  | 624 | 272 | 352  | 13 | 0   | 83 |
|  | 4.  | Petrarca A    | 22 | 15 | 0 | 7  | 634 | 313 | 321  | 18 | 0   | 78 |
|  | 5.  | Paese         | 22 | 11 | 0 | 11 | 371 | 356 | 15   | 7  | 0   | 51 |
|  | 6.  | Roccia Rubano | 22 | 8  | 1 | 13 | 362 | 458 | −96  | 7  | 0   | 41 |
|  | 7.  | Valsugana     | 22 | 8  | 0 | 14 | 320 | 420 | −100 | 7  | 0   | 39 |
|  | 8.  | Tarvisium     | 22 | 7  | 1 | 14 | 308 | 533 | −225 | 7  | 0   | 37 |
|  | 9.  | Villorba      | 22 | 6  | 0 | 16 | 359 | 495 | −136 | 12 | 0   | 36 |
|  | 10. | Valpolicella  | 22 | 7  | 0 | 15 | 411 | 591 | −180 | 8  | 0   | 36 |
|  | 11. | Feltre        | 22 | 7  | 1 | 14 | 335 | 659 | −324 | 5  | 0   | 35 |
|  | 12. | Bassano       | 22 | 4  | 1 | 17 | 281 | 656 | −375 | 2  | 0   | 20 |

### Girone D
| 7-10-2007 | 1ª/12ª giornata         | 23-12-2007 |
| --------- | ----------------------- | ---------- |
| 38-10     | CUS Roma - CUS Catania  | 20-3       |
| 29-13     | Colleferro - Fiamme Oro | 19-15      |
| 20-5      | Accademia Roma - Sele   | 18-36      |
| 8-26      | Partenope - Lazio       | 7-54       |
| 37-14     | Milazzo - Sannio        | 25-11      |
| 36-14     | San Gregorio - Frascati | 6-8        |

| 28-10-2007 | 4ª/15ª giornata        | 27-1-2008 |
| ---------- | ---------------------- | --------- |
| 12-19      | San Gregorio - Milazzo | 22-7      |
| 17-23      | Sannio - Partenope     | 3-10      |
| 38-0       | Lazio - Accademia Roma | 32-10     |
| 7-48       | Sele - Colleferro      | 12-62     |
| 25-15      | Fiamme Oro - CUS Roma  | 39-25     |
| 47-3       | Frascati - CUS Catania | 43-5      |

| 18-11-2007 | 7ª/18ª giornata            | 30-3-2008 |
| ---------- | -------------------------- | --------- |
| 3-47       | Sele - Lazio               | 13-27     |
| 26-0       | Fiamme Oro - Sannio        | 10-10     |
| 20-56      | CUS Catania - San Gregorio | 5-55      |
| 19-42      | CUS Roma - Milazzo         | 11-25     |
| 44-7       | Colleferro - Partenope     | 32-3      |
| 3-60       | Accademia Roma - Frascati  | -         |

| 9-12-2007 | 10ª/21ª giornata             | 20-4-2008 |
| --------- | ---------------------------- | --------- |
| 36-7      | Colleferro - CUS Roma        | 39-12     |
| 53-5      | Accademia Roma - CUS Catania | -         |
| 17-10     | Partenope - Fiamme Oro       | 10-31     |
| 31-10     | Milazzo - Sele               | 30-29     |
| 32-13     | San Gregorio - Lazio         | 35-27     |
| 15-12     | Sannio - Frascati            | 7-103     |

| 14-10-2007 | 2ª/13ª giornata             | 13-1-2008 |
| ---------- | --------------------------- | --------- |
| 0-27       | Sannio - San Gregorio       | 12-40     |
| 22-12      | Lazio - Milazzo             | 17-18     |
| 6-5        | Sele - Partenope            | 15-24     |
| 40-15      | Fiamme Oro - Accademia Roma | 35-3      |
| 15-34      | CUS Catania - Colleferro    | 6-57      |
| 22-8       | Frascati - CUS Roma         | 29-11     |

| 4-11-2007 | 5ª/16ª giornata           | 17-2-2008 |
| --------- | ------------------------- | --------- |
| 92-0      | Fiamme Oro - Sele         | 20-23     |
| 19-38     | CUS Catania - Lazio       | 3-48      |
| 33-19     | CUS Roma - Sannio         | 20-25     |
| 31-15     | Colleferro - San Gregorio | 31-18     |
| 12-47     | Accademia Roma - Milazzo  | -         |
| 17-16     | Partenope - Frascati      | 23-39     |

| 25-11-2007 | 8ª/19ª giornata            | 6-4-2008     |
| ---------- | -------------------------- | ------------ |
| 42-28      | Partenope - Accademia Roma | -            |
| 9-14       | Milazzo - Colleferro       | 0-20(a tav.) |
| 29-0       | San Gregorio - CUS Roma    | 45-14        |
| 32-0       | Sannio - CUS Catania       | 31-15        |
| 13-8       | Lazio - Fiamme Oro         | 17-17        |
| 95-0       | Frascati - Sele            | 29-5         |

| 16-12-2007 | 11ª/22ª giornata          | 27-4-2008 |
| ---------- | ------------------------- | --------- |
| 26-5       | Lazio - Sannio            | 42-12     |
| 16-43      | Sele - San Gregorio       | 28-76     |
| 37-14      | Fiamme Oro - Milazzo      | 10-21     |
| 3-3        | CUS Catania - Partenope   | 0-38      |
| 25-0       | CUS Roma - Accademia Roma | -         |
| 0-15       | Frascati - Colleferro     | 5-54      |

| 21-10-2007 | 3ª/14ª giornata          | 20-1-2008 |
| ---------- | ------------------------ | --------- |
| 0-35       | CUS Catania - Fiamme Oro | 13-50     |
| 43-13      | CUS Roma - Sele          | 20-17     |
| 31-0       | Colleferro - Lazio       | 22-16     |
| 16-14      | Accademia Roma - Sannio  | 11-13     |
| 0-26       | Partenope - San Gregorio | 13-45     |
| 20-25      | Milazzo - Frascati       | 24-33     |

| 11-11-2007 | 6ª/17ª giornata               | 2-3-2008 |
| ---------- | ----------------------------- | -------- |
| 20-3       | Milazzo - Partenope           | 22-21    |
| 43-13      | San Gregorio - Accademia Roma | -        |
| 15-22      | Sannio - Colleferro           | 7-85     |
| 22-0       | Lazio - CUS Roma              | 13-18    |
| 24-23      | Sele - CUS Catania            | 18-16    |
| 26-3       | Frascati - Fiamme Oro         | 25-16    |

| 2-12-2007 | 9ª/20ª giornata             | 13-4-2008 |
| --------- | --------------------------- | --------- |
| 76-0      | Colleferro - Accademia Roma | -         |
| 31-12     | CUS Roma - Partenope        | 13-16     |
| 13-46     | CUS Catania - Milazzo       | 5-56      |
| 19-23     | Fiamme Oro - San Gregorio   | 9-27      |
| 26-5      | Sele - Sannio               | 8-53      |
| 12-29     | Lazio - Frascati            | 20-25     |

#### Classifica
|  |     | Squadra        | G  | V  | N | P  | PF  | PS  | P±   | B  | Pen | Pt |
|  | --- | -------------- | -- | -- | - | -- | --- | --- | ---- | -- | --- | -- |
|  | 1.  | Colleferro     | 20 | 20 | 0 | 0  | 725 | 182 | 543  | 15 | 0   | 95 |
|  | 2.  | San Gregorio   | 20 | 16 | 0 | 4  | 668 | 286 | 382  | 16 | 0   | 80 |
|  | 3.  | Frascati       | 20 | 15 | 0 | 5  | 625 | 300 | 325  | 12 | 0   | 72 |
|  | 4.  | Lazio          | 20 | 11 | 1 | 8  | 500 | 317 | 183  | 12 | 0   | 58 |
|  | 5.  | Milazzo        | 20 | 13 | 0 | 7  | 478 | 348 | 130  | 8  | 4   | 56 |
|  | 6.  | Fiamme Oro     | 20 | 8  | 2 | 10 | 485 | 327 | 158  | 12 | 0   | 48 |
|  | 7.  | CUS Roma       | 20 | 7  | 0 | 13 | 358 | 481 | −123 | 7  | 0   | 35 |
|  | 8.  | Partenope      | 20 | 7  | 1 | 12 | 260 | 453 | −193 | 4  | 0   | 34 |
|  | 9.  | Sannio         | 20 | 5  | 1 | 14 | 293 | 590 | −297 | 11 | 0   | 33 |
|  | 10. | Sele           | 20 | 5  | 0 | 15 | 273 | 789 | −516 | 4  | 4   | 20 |
|  | 11. | CUS Catania    | 20 | 0  | 1 | 19 | 177 | 769 | −592 | 2  | 0   | 4  |
|  | 12. | Accademia Roma | 0  | 0  | 0 | 0  | 0   | 0   | 0    | 0  | 0   | 0  |

## Spareggio salvezza girone B
| 11 maggio 2008 | CUS Ferrara | 15 – 32 | Rieti |  |

## Play-off promozione

### Andata
| 11 maggio 2008 | Calvisano A      | 23 – 22 | Colleferro | \| Arbitro: \| Marrama (Padova) \| |
| Arbitro:       | Marrama (Padova) |         |            |                                    |

| 11 maggio 2008 | Romagna        | 6 – 32 | Mirano | \| Arbitro: \| Baldo (Rovigo) \| |
| Arbitro:       | Baldo (Rovigo) |        |        |                                  |

| 11 maggio 2008 | CUS Verona       | 20 – 31 | Viadana A | \| Arbitro: \| Pasquin (Rovigo) \| |
| Arbitro:       | Pasquin (Rovigo) |         |           |                                    |

| 11 maggio 2008 | San Gregorio        | 23 – 18 | Amatori Milano | \| Arbitro: \| Sironi (Colleferro) \| |
| Arbitro:       | Sironi (Colleferro) |         |                |                                       |

### Ritorno
| 18 maggio 2008 | Colleferro     | 3 – 22 | Calvisano A | \| Arbitro: \| Milan (Rovigo) \| |
| Arbitro:       | Milan (Rovigo) |        |             |                                  |

| 18 maggio 2008 | Mirano         | 15 – 17 | Romagna | \| Arbitro: \| Bono (Brescia) \| |
| Arbitro:       | Bono (Brescia) |         |         |                                  |

| 18 maggio 2008 | Viadana A         | 20 – 12 | CUS Verona | \| Arbitro: \| Valbusa (Treviso) \| |
| Arbitro:       | Valbusa (Treviso) |         |            |                                     |

| 18 maggio 2008 | Amatori Milano   | 10 – 3 | San Gregorio | \| Arbitro: \| Falzone (Padova) \| |
| Arbitro:       | Falzone (Padova) |        |              |                                    |

## Verdetti
- Calvisano A, Mirano, San Gregorio e Viadana A promosse in serie A2.
- Abruzzo Rugby, Accademia Roma, Bassano, CUS Catania, CUS Ferrara, Feltre, Varese e Velate retrocesse in serie C.